# 미국 나치당
미국 나치당(ANP)은 조지 링컨 록웰이 1959년에 창당한 미국의 정당 중 하나이다. 중앙 당사는 버지니아주 알링턴 군에 위치해 있으며, 처음에 록웰은 "자유기업민족사회주의자 세계연합"(WUFENS)이라고 불렸으나, 나중에 언론의 관심을 끌기 위해 1960년 미국 나치당으로 개명했다. 이 정당은 크게 나치 독일의 나치당에 기반을 두었지만, 미국의 헌법에 충성을 하기도 했다. 또한, 이 정당은 홀로코스트 부인을 지지한다.

## 유명한 당원
- 프랭크 콜린 : 미국 국가사회주의당 창립자
- 윌리엄 루터 피에스 : 미국국가연맹 창립자
- 쿠르트 색슨 The Poor Man's James Bond의 저자

## 같이 보기
- 국민동맹
- 신나치주의
- 독일계 미국인 연합
- 미국의 신나치주의 단체
- 신볼키치 운동 (Neo-völkisch movements)